# Fulciniella
Fulciniella es un género de mantis  (insectos del orden Mantodea) que cuenta con las siguientes especies. Es originario de Nueva Guinea.

## Especies
- Fulciniella infumata
- Fulciniella loriae
- Fulciniella verticalis